# Selma Björnsdóttir
Selma Björnsdóttir, cunoscută doar ca Selma (n. 13 iunie 1974, Reykjavík, Islanda) este o cântăreață islandeză. Ea a reprezentat Islanda la Eurovision 1999 obținând locul 2 și la Eurovision 2005 obținând locul 16 în semifinală.